# جزيرة الذهب
جزيرة الذهب، هي شياخة تقع بنهر النيل بين القاهرة والجيزة، تتبع حي جنوب الجيزة، وتبلغ مساحتها 342 فدان وهي تتبع مركز الجيزة إداريًا. - وحسب تقدير آخر فمساحتها 650 فدان. ويحتفظ سكان الجزيرة بطبيعتهم الفلاحية رغم قربها من الحضر.

## السكان والخدمات

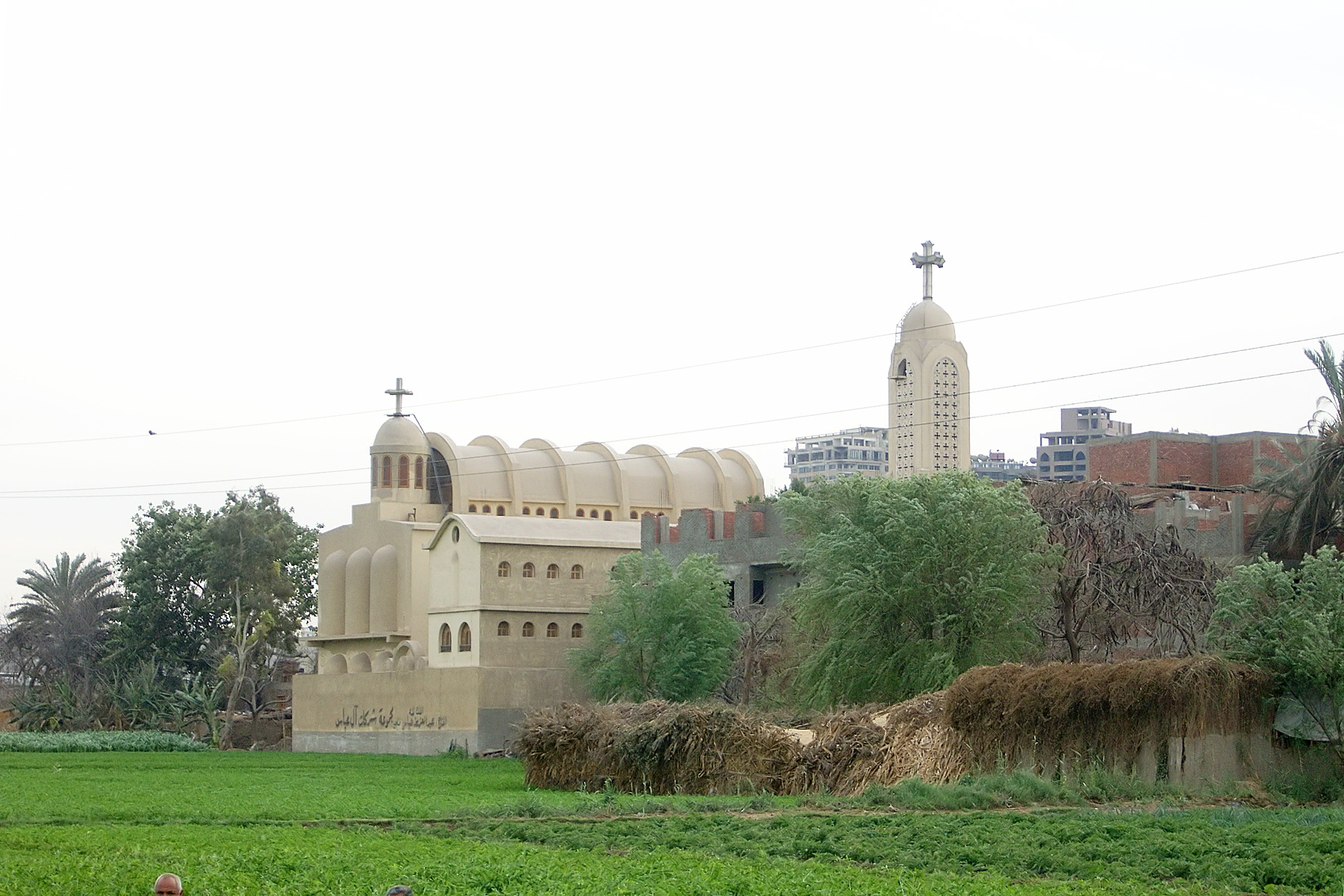

يقطن جزيرة الذهب أحد عشر ألف (11000) مصري، يعانون من غياب كامل للخدمات والمرافق، فلا توجد بها مدرسة واحدة وتبلغ نسبة الأمية فيها 90%. وتوجد وحدة صحية بنيت على نفقة الأهالي.
ومنذ بناء الطريق الدائري ظهر التعدي على أراضي الجزيرة لبناء القصور وذلك عام 1995 ويشتكي الأهالي من منع الحكومة للخدمات عن السكان بحجة أن الجزيرة محمية طبيعية. ولا يوجد مرسى للمعدية بسبب رفض الحكومة طلب الأهالي، حيث استولت عدة شركات سياحية كبيرة على المساحة الموجودة. وكان هناك نقص حاد في مياه الشرب النقية.

## الاقتصاد
يعمل كثير من أهالي الجيرة في الزراعة ورعاية المواشي، وتغطي مساحة الجزيرة الحقول والمزارع.

## التاريخ

### موقعها واندماجها
بالرجوع إلى كتاب وقف السلطان الغوري الجامع لأوقافه، تبين أنه كان يوجد حتى نهاية دولة المماليك وبداية الدولة العثمانية بمصر جزيرتان طوليتان متوازيتان بينهما سيالة ماء تعرف الأولى باسم جزيرة الصابوني والأخرى باسم جزيرة الذهب، وكانتا تقعان جنوبي جزيرة الروضة في وسط النيل بين ساحل النيل الشرقي (الذي كان به ناحية أثر النبي التي بها رباط الآثار الذي ما زال في موقعه جامع أثر النبي) وبين شاطئ النيل الغربي تجاه الجيزة. وكانت جزيرة الصابوني تقع شرق جزيرة الذهب، ثم اندمجت الجزيرتان فيما بعد وأصبحتا جزيرة واحدة تعرف الآن باسم جزيرة الذهب. وقد حدث مثل ذلك من قبل بشأن جزيرة الزمالك التي نتجت عن اندماج جزيرتي «أروى» و«حليمة». وجزيرة الذهب المندمجة بجزيرة الصابوني لا تزال تمثل موقعها القديم وإن اختلفت مساحتها مع الزمن.
وقبل اندماجها فياقوت الحموي قد ذكرها بقوله أنه يوجد بمصر موضعان يحملان اسم جزيرة الذهب الأول بكورة فوه والثاني بكورة الجيزة، كما ذكرها أيضا الفيروزابادى وذكرها أيضا ابن مماتي وقال أنها تتبع «الأعمال الجيزية»، وقد عرفت جزيرة الذهب في وثائق ومصادر العصر المملوكي باسم «جزيرة الطائر» وأنها كانت جارية في وقف الأمير عمر بن بهادر.